# Zeuxine gengmanensis
Zeuxine gengmanensis är en orkidéart som först beskrevs av Kai Yung Lang, och fick sitt nu gällande namn av Paul Ormerod. Zeuxine gengmanensis ingår i släktet Zeuxine och familjen orkidéer. Inga underarter finns listade i Catalogue of Life.